# Федак, Юлиана Леонидовна
Юлиа́на Леони́довна Феда́к (укр. Юліана Федак; род. 8 июня 1983, Новая Каховка, Херсонская область) — украинская теннисистка. Полуфиналистка 1 турнира Большого шлема в женском парном разряде (Уимблдон-2006).

## Общая информация
Первый тренер Юлианы — Валентина Семенюк — отмечала хорошую координацию и упорство юной спортсменки, умение и желание работать на площадке, и вскоре с ней начинает заниматься известный на Украине новокаховский специалист, Заслуженный тренер Украины, тренер сборной Украины Сергей Жицкий, воспитавший многократных чемпионов и призёров страны Андрея Шашкова, Сергея Ярошенко, Максима Дубова, а также чемпионку СССР и Украины, обладательницу Кубка Мира Наталью Билецкую.

## Спортивная карьера
Первые заметные успехи пришли в 14 лет — Юлию стала кандидатом в мастера спорта Украины и начала выступать на турнирах среди взрослых. В 1998 году она завоевала второе место в одиночном разряде на Первенстве Украины среди девушек до 18 лет, второе место в парном разряде на Первенстве Украины среди девушек до 18 лет, третье место в парном разряде на Чемпионате Украины среди женщин. В пятнадцать лет Юля становится мастером спорта Украины после победы в Чемпионате Украины в парном разряде (вместе с Юлией Мирной) в Днепродзержинске в 1999 году. С каждым турниром способная новокаховчанка выступает все увереннее, в 2000 году она выигрывает зимний Чемпионат Украины в одиночном и парном разрядах среди женщин, летний Чемпионат Украины в одиночном разряде среди женщин, турниры в Польше, Киеве, Донецке. В 2001 году Юлиана одержала победу на Зимнем Чемпионате Украины в одиночном и парном разрядах среди женщин.
В профессиональном туре с 1998 года. Наивысшая позиция в рейтинге — № 63 (18 сентября 2006). Выиграла 6 одиночных и 11 парных турниров ITF. Дебютировала на турнирах Большого Шлема в январе 2004 года. Впервые пробившись в основную сетку через квалификацию, Юлиана обыграла в первом раунде Открытого чемпионата Австралии — 2004 26-ю ракетку турнира Тину Писник, после чего уступила Анабель Медину Гарригес из Испании.
Имеет в активе победы над Еленой Лиховцевой, Стефани Коэн-Алоро, Виржини Раззано, Сильвией Фариной-Элия, Анной-Леной Грёнефельд, Тамарин Танасугарн, Николь Пратт, Тиной Писник, Еленой Янкович, Элс Калленс.
Входит в состав сборной Украины в Кубке Федерации.

## Рейтинг на конец года
| Год  | Одиночный рейтинг | Парный рейтинг |
| 2011 | 907               | 1006           |
| 2010 | 268               | 226            |
| 2009 | 167               | 109            |
| 2008 | 143               | 107            |
| 2007 | 127               | 96             |
| 2006 | 68                | 44             |
| 2005 | 137               | 144            |
| 2004 | 83                | 111            |
| 2003 | 214               | 155            |
| 2002 | 192               | 208            |
| 2001 | 445               | 343            |

## Выступления на турнирах

### Выступление в одиночных турнирах

#### Финалы турнировITFв одиночном разряде (8)

##### Победы (6)
| Легенда:         |
| ---------------- |
| 100.000 USD (0)  |
| 75.000 USD (2+2) |
| 50.000 USD (2+6) |
| 25.000 USD (1+1) |
| 10.000 USD (1+2) |

| Титулы по покрытиям | Титулы по месту проведения матчей турнира |
| ------------------- | ----------------------------------------- |
| Хард (1+3)          | Зал (0+3)                                 |
| Грунт (5+8)         | Зал (0+3)                                 |
| Трава (0)           | Открытый воздух (6+8)                     |
| Ковёр (0)           | Открытый воздух (6+8)                     |

| №  | Дата            | Турнир         | Покрытие | Соперница в финале      | Счёт        |
| 1. | 21 октября 2001 | Каир, Египет   | Грунт    | Гюльнара Фаттахетдинова | 7-6(4) 6-4  |
| 2. | 2 августа 2004  | Римини, Италия | Грунт    | Катерина Богмова        | 6-4 6-3     |
| 3. | 15 ноября 2005  | Тусон, США     | Хард     | Ваня Кинг               | 7-5 6-0     |
| 4. | 18 апреля 2006  | Дотан, США     | Грунт    | Варвара Лепченко        | 4-6 6-4 6-2 |
| 5. | 25 апреля 2006  | Лафейетт, США  | Грунт    | Милагрос Секера         | 5-7 6-2 6-4 |
| 6. | 6 апреля 2009   | Джексон, США   | Грунт    | Лаура Зигемунд          | 6-2 6-1     |

##### Поражения (2)
| №  | Дата           | Турнир             | Покрытие | Соперница в финале | Счёт        |
| 1. | 4 февраля 2002 | Монтеррей, Мексика | Хард     | Мелинда Цинк       | 3-6 6-3 1-6 |
| 2. | 13 апреля 2009 | Оспри, США         | Грунт    | Шэрон Фичмен       | 4-6 1-6     |

### Выступления в парном разряде

#### Финалы турнировWTAв парном разряде (2)

##### Поражения (2)
| Легенда: До 2009 года       | Легенда: С 2009 года  |
| --------------------------- | --------------------- |
| Турниры Большого Шлема (0)  |                       |
| Олимпиада (0)               |                       |
| Итоговый чемпионат года (0) |                       |
| 1-я категория (0)           | Premier Mandatory (0) |
| 2-я категория (0)           | Premier 5 (0)         |
| 3-я категория (0)           | Premier (0)           |
| 4-я категория (0)           | International (0)     |
| 5-я категория (0)           | International (0)     |

| Титулы по покрытиям | Титулы по месту проведения матчей турнира |
| ------------------- | ----------------------------------------- |
| Хард (0)            | Зал (0)                                   |
| Грунт (0)           | Зал (0)                                   |
| Трава (0)           | Открытый воздух (0)                       |
| Ковёр (0)           | Открытый воздух (0)                       |

| №  | Дата             | Турнир           | Покрытие | Партнёрша         | Соперницы в финале                  | Счёт       |
| 1. | 24 сентября 2006 | Калькутта, Индия | Хард     | Юлия Бейгельзимер | Лизель Хубер Саня Мирза             | 4-6 0-6    |
| 2. | 15 февраля 2009  | Мемфис, США      | Хард(i)  | Михаэлла Крайчек  | Виктория Азаренко Каролина Возняцки | 1-6 6-7(2) |

#### Финалы турнировITFв парном разряде (21)

##### Победы (11)
| №   | Дата            | Турнир             | Покрытие | Партнёрша            | Соперницы в финале                            | Счёт           |
| 1.  | 13 августа 2001 | Бухарест, Румыния  | Грунт    | Елена Антипина       | Евгения Савранская Галина Воскобоева          | 4-6 6-1 6-4    |
| 2.  | 2 сентября 2001 | Бухарест, Румыния  | Грунт    | Галина Воскобоева    | Адриана Бурз Саня Тодорович                   | 6-4 6-0        |
| 3.  | 14 июля 2002    | Модена, Италия     | Грунт    | Галина Фокина        | Жисела Дулко Кончита Мартинес-Гранадос        | 6-1 6-3        |
| 4.  | 8 июня 2003     | Марсель, Франция   | Грунт    | Галина Фокина        | Андрея Ванк Рената Ворачова                   | 6-4 6-7(3) 6-3 |
| 5.  | 2 августа 2004  | Римини, Италия     | Грунт    | Мария Корытцева      | Роса-Мария Андрес-Родригес Андрея Эхритт-Ванк | 7-6(7) 6-3     |
| 6.  | 7 сентября 2004 | Денен, Франция     | Грунт    | Анна-Лена Грёнефельд | Любомира Бачева Михаэла Паштикова             | 1-6 6-1 6-2    |
| 7.  | 13 ноября 2006  | Довиль, Франция    | Грунт(i) | Юлия Бейгельзимер    | Сильвия Диздери Ципора Обзилер                | 7-5 6-4        |
| 8.  | 20 ноября 2006  | Пуатье, Франция    | Хард(i)  | Юлия Бейгельзимер    | Дарья Кустова Татьяна Пучек                   | 7-5 6-3        |
| 9.  | 27 октября 2008 | Нант, Франция      | Хард(i)  | Екатерина Деголевич  | Дарья Юрак Маша Зец-Пешкирич                  | 6-3 6-4        |
| 10. | 3 августа 2009  | Астана, Казахстан  | Хард     | Дарья Кустова        | Нина Братчикова Агнеш Сатмари                 | 6-4 7-5        |
| 11. | 7 июня 2010     | Кампобассо, Италия | Грунт    | Анастасия Васильева  | Мария Иригойен Лора Торп                      | 2-6 6-3 [10-6] |

##### Поражения (10)
| №   | Дата             | Турнир             | Покрытие | Партнёрша           | Соперницы в финале                     | Счёт           |
| 1.  | 10 сентября 2001 | София, Болгария    | Грунт    | Елена Антипина      | Ольга Выметалкова Магдалена Зденовцова | 3-6 3-6        |
| 2.  | 14 октября 2001  | Гиза, Египет       | Грунт    | Елена Антипина      | Сандра Клеменшиц Даниэла Клеменшиц     | 4-6 3-6        |
| 3.  | 7 сентября 2003  | Турин, Италия      | Грунт    | Ольга Лазарчук      | Мервана Югич-Салкич Дарья Юрак         | 4-6 2-6        |
| 4.  | 29 июня 2004     | Орбетелло, Италия  | Грунт    | Андрея Ванк         | Алёна Бондаренко Галина Фокина         | 7-6(5) 2-6 5-7 |
| 5.  | 25 апреля 2006   | Лафайетт, США      | Грунт    | Ева Грдинова        | Милагрос Секера Гана Шромова           | 6-2 1-6 1-6    |
| 6.  | 10 декабря 2007  | Дубай, ОАЭ         | Хард     | Анна Лапущенкова    | Марина Эракович Моника Никулеску       | 6-7(1) 4-6     |
| 7.  | 5 октября 2009   | Джуния, Ливан      | Грунт    | Екатерина Деголевич | Мария Корытцева Дарья Кустова          | 3-6 4-6        |
| 8.  | 2 августа 2010   | Астана, Казахстан  | Хард     | Анастасия Васильева | Нина Братчикова Екатерина Иванова      | 4-6 4-6        |
| 9.  | 1 ноября 2010    | Исманинг, Германия | Ковёр(i) | Татьяна Арефьева    | Кристина Барруа Анна-Лена Грёнефельд   | 1-6 6-7(3)     |
| 10. | 6 декабря 2010   | Дубай, ОАЭ         | Хард     | Татьяна Арефьева    | Елена Чалова Ксения Палкина            | 2-6 4-6        |